# Fusiplata quercicola
Fusiplata quercicola är en insektsart som beskrevs av M. Firoz Ahmed 1969. Fusiplata quercicola ingår i släktet Fusiplata och familjen dvärgstritar. Inga underarter finns listade i Catalogue of Life.